# Ronan Keating
Ronan  Patrick  John Keating (n. 3 martie 1977) este un renumit cântăreț de origine irlandeză, compozitor și filantrop. Keating și-a început cariera muzicală alături de Keith Duffy, Mikey Graham, Shane Lynch și Stephen Gately, în anul 1994, ca lider al trupei Boyzone. Și-a început cariera solo în anul 2000, timp în care a scos pe piață nu mai puțin de 9 albume. Keating a câștigat admirația întregii lumi cu melodia When You Say Nothing at All, care face parte de pe coloana sonoră a filmului Notting Hill, ajungând în topurile muzicale din nenumărate țări. Ca și artist solo, Ronan Keating a vândut peste 25 milione albume pe tot mapamondul; în Australia  este cunoscut și pentru rolul de jurat al emisiunii X Factor. 
Keating s-a implicat în campania Marie Keating Foundation, o campanie care susține femeile afectate de cancerul la sân, boala care a răpus-o pe mama artistului în anul 1998.
Adolescența, mariajul și Boyzone-ul între anii 1994-1999
Ronan Keating este cel mai tânăr membru al familiei Keating, fiind al cincilea copil al acesteia.

### Albume1
| 2000 | "Ronan"                | 1  | 1  | 3  | 2  | 1  | 1  | 1  | 4  | 1  | 1 | 1 | 1  | 1  | 1  | 1  | 1  | 1  | 3  | 1  | Companía: Polydor Ltd. UK. Discuri vândute: 9.000.000.     |      |                        |   |    |    |    |    |    |    |    |    |   |   |    |    |    |    |   |   |    |   |                                                        |
| 2002 | "Destination"          | 1  | 1  | 3  | 1  | 1  | 1  | 1  | 3  | 1  | 1 | 1 | 1  | 1  | 1  | 1  | 1  | 1  | 5  | 1  | Companía: Polydor Ltd. UK. Discuri vândute 5 milioane.     |      |                        |   |    |    |    |    |    |    |    |    |   |   |    |    |    |    |   |   |    |   |                                                        |
| 2003 | "Turn It On"           | 21 | 19 | 26 | 18 | 45 | 27 | 33 | 19 | 20 | 9 | 8 | 17 | 44 | 58 | 36 | 39 | 16 | 54 | 29 | Companía: Polydor Ltd. UK. Discuri vândute 3 milioane      |      |                        |   |    |    |    |    |    |    |    |    |   |   |    |    |    |    |   |   |    |   |                                                        |
| 2004 | "10 Years Of Hits"     | 1  | 1  | 1  | 1  | 1  | 1  | 1  | 1  | 1  | 1 | 1 | 1  | 1  | 1  | 1  | 1  | 1  | 1  | 1  | Companía: Polydor Ltd. UK. Discuri vândute 2,6 milioane    |      |                        |   |    |    |    |    |    |    |    |    |   |   |    |    |    |    |   |   |    |   |                                                        |
| 2006 | "Bring You Home"       | 3  | 16 | 6  | 7  | 10 | 8  | 6  | 3  | 45 | 1 | 1 | 5  | 2  | 3  | 2  | 2  | 1  | 10 | 7  | Companía: Polydor Ltd. UK. Discuri vândute 3 milioane.     |      |                        |   |    |    |    |    |    |    |    |    |   |   |    |    |    |    |   |   |    |   |                                                        |
| 2009 | "Songs From My Mother" | 10 | 11 | 15 | 20 | 10 | 18 | 20 | 30 | 50 | 4 | 2 | 80 | 50 | 30 | 60 | -  | 3  | 80 | 7  | Companía: Universal Ltd. UK. Discuri vândute 1,5 milioane. |      |                        |   |    |    |    |    |    |    |    |    |   |   |    |    |    |    |   |   |    |   |                                                        |
| 2009 | "Winter Songs"         | 10 | 13 | 20 | 30 | 10 | 18 | 15 | 20 | 30 | 5 | 2 | 10 | 30 | 20 | 70 | 50 | 1  | 10 | 5  | Companía: Universal Ltd. UK. Discuri vândute 1 milion.     |      |                        |   |    |    |    |    |    |    |    |    |   |   |    |    |    |    |   |   |    |   |                                                        |
| 2010 | "Duet"                 | 10 | 11 | 15 | 20 | 10 | 18 | 24 | 30 | 60 | 2 | 1 | 20 | 15 | 29 | 30 | -  | 1  | 56 | 9  | Companía: Universal Ltd. UK. Discuri vândute 2 milioane    | 2011 | "When Ronan Met Burt " | 8 | 20 | 30 | 50 | 50 | 60 | 54 | 40 | 90 | 2 | 3 | 20 | 15 | 29 | 30 | - | 1 | 56 | 9 | Companía: Universal Ltd. UK. Discuri vândute 1 milion. |

### Albume2
| An   | Album              | Chart | Chart | Chart | Chart | Chart | Chart | Chart | Chart | Chart | Chart | Chart | Chart | Chart |
| An   | Album              | USA   | CAN   | POL   | GRE   | ESP   | CAT   | SNG   | RSA   | FIL   | IND   | TAI   | MLS   | SRA   |
| ---- | ------------------ | ----- | ----- | ----- | ----- | ----- | ----- | ----- | ----- | ----- | ----- | ----- | ----- | ----- |
| 2000 | "Ronan"            | —     | —     | 1     | 2     | ?     | 1     | 1     | 1     | 1     | 1     | 2     | 1     | 1     |
| 2002 | "Destination"      | —     | —     | 1     | 1     | ?     | 1     | 1     | 1     | 1     | 1     | 1     | 1     | 1     |
| 2003 | "Turn It On"       | —     | —     | 34    | 29    | ?     | 14    | 9     | 10    | 7     | 16    | 10    | 8     | 27    |
| 2004 | "10 Years Of Hits" | 84    | 27    | 1     | 1     | ?     | 1     | 1     | 1     | 1     | 1     | 1     | 1     | 1     |
| 2006 | "Bring You Home"   | —     | —     | 283   | 40    | ?     | 3     | 1     | 5     | 1     | 2     | 1     | 2     | 8     |

### Single-uri1
| An   | Single                                                         | Chart | Chart | Chart | Chart | Chart | Chart | Chart | Chart | Chart | Chart | Chart | Chart | Chart | Chart | Chart | Chart | Chart | Chart | Chart |                                  |
| An   | Single                                                         | UK    | IRL   | AUS   | ALE   | AUT   | FRA   | HOL   | SUI   | ITA   | ISR   | CHN   | JPN   | BRA   | CHI   | ARG   | MEX   | POR   | SUE   | NOR   |                                  |
| ---- | -------------------------------------------------------------- | ----- | ----- | ----- | ----- | ----- | ----- | ----- | ----- | ----- | ----- | ----- | ----- | ----- | ----- | ----- | ----- | ----- | ----- | ----- | -------------------------------- |
| 1999 | "When You Say Nothing At All"                                  | 1     | 1     | 3     | 1     | 3     | 1     | 1     | 4     | 1     | 1     | 1     | 1     | 1     | 1     | 1     | 1     | 1     | 1     | 1     | Ronan                            |
| 1999 | "These Days" (cu Brian Kennedy, single solo Irlanda)           | —     | 4     | —     | —     | —     | —     | —     | —     | —     | —     | —     | —     | —     | —     | —     | —     | —     | —     | —     | Now That I Know What I Want      |
| 2000 | "Life Is A Rollercoaster"                                      | 1     | 1     | 1     | 1     | 1     | 1     | 1     | 1     | 1     | 1     | 1     | 1     | 1     | 1     | 1     | 1     | 1     | 1     | 1     | Ronan                            |
| 2000 | "The Way You Make Me Feel"                                     | 6     | 8     | 27    | 65    | 30    | 9     | 8     | 52    | 5     | 1     | 1     | 1     | 6     | 7     | 8     | 10    | 19    | 25    | 20    | Ronan                            |
| 2000 | "It's Only Rock 'n' Roll (But I Like It)" (contribuidor)       | 1     | 1     | 1     | —     | —     | —     | —     | —     | —     | —     | —     | —     | —     | —     | —     | —     | —     | —     | —     |                                  |
| 2001 | "Lovin' Each Day"                                              | 2     | 4     | 2     | 1     | 2     | 1     | 1     | 2     | 3     | 1     | 1     | 1     | 1     | 1     | 1     | 1     | 2     | 5     | 2     | Destination                      |
| 2002 | "If Tomorrow Never Comes"                                      | 1     | 3     | 3     | 1     | 1     | 1     | 1     | 1     | 1     | 1     | 1     | 1     | 1     | 1     | 1     | 1     | 1     | 1     | 1     | Destination                      |
| 2002 | "I Love It When We Do"                                         | 5     | 12    | 3     | 5     | 4     | 1     | 1     | 3     | 1     | 1     | 1     | 1     | 1     | 1     | 1     | 1     | 2     | 9     | 5     | Destination                      |
| 2002 | "Je T'aime Plus Que Tout" (cu Cecilia Cara; difuzat în Franța) | —     | —     | —     | —     | —     | 11    | —     | —     | —     | —     | —     | —     | —     | —     | —     | —     | —     | —     | —     | Destination (Versiunea franceză) |
| 2002 | "Love Won't Work (If We Don't Try)"                            | —     | —     | —     | —     | —     | —     | —     | —     | —     | 3     | 2     | 8     | —     | —     | —     | —     | —     | —     | —     | Destination                      |
| 2002 | "We've Got Tonight" (cu Lulu)                                  | 4     | 10    | 12    | 7     | 6     | 1     | 1     | 2     | 1     | 1     | 1     | 1     | 1     | 1     | 1     | 1     | 1     | 4     | 1     | Destination                      |
| 2003 | "The Long Goodbye"                                             | 3     | 10    | 49    | 44    | 45    | 37    | 19    | 70    | 33    | 5     | 4     | 9     | 17    | 20    | 19    | 11    | 24    | 39    | 40    | Destination                      |
| 2003 | "Lost For Words"                                               | 9     | 23    | 18    | 49    | 70    | 40    | 37    | 44    | 20    | 7     | 8     | 9     | 24    | 38    | 27    | 31    | 12    | 48    | 25    | Turn It On                       |
| 2004 | "She Believes (In Me)"                                         | 2     | 17    | 33    | 22    | 30    | 5     | 9     | 18    | 14    | 2     | 2     | 2     | 8     | 17    | 15    | 9     | 10    | 53    | 24    | Turn It On                       |
| 2004 | "Last Thing In My Mind" (cu LeAnn Rimes)                       | 5     | 10    | 8     | 9     | 33    | 10    | 10    | 44    | 12    | 5     | 3     | 7     | 10    | 9     | 8     | 7     | 9     | 44    | 27    | Turn It On                       |
| 2004 | "I Hope You Dance"                                             | 2     | 4     | 2     | 5     | 1     | 1     | 1     | 3     | 1     | 1     | 1     | 1     | 1     | 1     | 1     | 1     | 1     | 1     | 1     | 10 Years Of Hits                 |
| 2004 | "Father & Son" (cu Yusuf Islam)                                | 2     | 16    | 1     | 2     | 4     | 1     | 2     | 3     | 1     | 1     | 1     | 1     | 2     | 1     | 1     | 1     | 2     | 1     | 1     | 10 Years Of Hits                 |
| 2005 | "Baby Can I Hold You?"                                         | —     | —     | —     | 42    | —     | 36    | —     | —     | —     | 5     | 5     | 9     | —     | —     | —     | —     | —     | —     | —     | 10 Years Of Hits                 |
| 2006 | "All Over Again" (cu Kate Rusby)                               | 6     | 11    | 5     | 7     | 8     | 5     | 4     | 2     | 29    | 1     | 1     | 2     | 1     | 1     | 1     | 1     | 1     | 8     | 6     | Bring You Home                   |
| 2006 | "Iris"                                                         | 15    | 30    | 47    | 29    | 22    | 8     | 9     | 29    | 84    | 7     | 9     | 10    | 7     | 5     | 9     | 8     | 10    | 9     | 8     | Bring You Home                   |
| 2006 | "This I Promise You"                                           | 75    | —     | —     | —     | —     | —     | —     | —     | —     | —     | —     | —     | —     | —     | —     | —     | —     | —     | —     | Bring You Home                   |

### Single-uri2
| An   | Single                                                         | Single-uri chart | Single-uri chart | Single-uri chart | Single-uri chart | Single-uri chart | Single-uri chart | Single-uri chart | Single-uri chart | Single-uri chart | Single-uri chart | Single-uri chart | Single-uri chart | Single-uri chart | Single-uri chart |                                  |
| An   | Single                                                         | USA              | CAN              | POL              | GRE              | ESP              | IBZ              | CAT              | SNG              | RSA              | FIL              | IND              | TAI              | MLS              | SRA              |                                  |
| ---- | -------------------------------------------------------------- | ---------------- | ---------------- | ---------------- | ---------------- | ---------------- | ---------------- | ---------------- | ---------------- | ---------------- | ---------------- | ---------------- | ---------------- | ---------------- | ---------------- | -------------------------------- |
| 1999 | "When You Say Nothing At All"                                  | —                | —                | 1                | 1                | 1                | —                | 1                | 1                | 1                | 1                | 1                | 1                | 1                | 1                | Ronan                            |
| 1999 | "These Days" (cu Brian Kennedy, single doar în Irlanda)        | —                | —                | —                | —                | —                | —                | —                | —                | —                | —                | —                | —                | —                | —                | Now That I Know What I Want      |
| 2000 | "Life Is A Rollercoaster"                                      | 9                | 8                | 1                | 1                | 7                | 2                | 1                | 1                | 1                | 1                | 1                | 1                | 1                | 1                | Ronan                            |
| 2000 | "The Way You Make Me Feel"                                     | 74               | 55               | 5                | 6                | 85               | —                | 6                | 1                | 2                | 1                | 2                | 3                | 4                | 1                | Ronan                            |
| 2000 | "It's Only Rock 'n' Roll (But I Like It)" (contribuidor)       | —                | —                | —                | —                | —                | —                | —                | —                | —                | —                | —                | —                | —                | —                |                                  |
| 2001 | "Lovin' Each Day"                                              | 10               | 5                | 1                | 1                | 8                | 1                | 1                | 1                | 1                | 1                | 1                | 1                | 1                | 1                | Destination                      |
| 2002 | "If Tomorrow Never Comes"                                      | 8                | 5                | 1                | 1                | 10               | —                | 1                | 1                | 1                | 1                | 1                | 1                | 1                | 1                | Destination                      |
| 2002 | "I Love It When We Do"                                         | 5                | 1                | 1                | 1                | 9                | 1                | 1                | 1                | 1                | 1                | 1                | 1                | 1                | 1                | Destination                      |
| 2002 | "Je T'aime Plus Que Tout" (cu Cecilia Cara; difuzat în Franța) | —                | —                | —                | —                | —                | —                | —                | —                | —                | —                | —                | —                | —                | —                | Destination (Versiunea franceză) |
| 2002 | "Love Won't Work (If We Don't Try)"                            | —                | —                | —                | —                | —                | —                | —                | —                | —                | —                | —                | —                | —                | —                | Destination                      |
| 2002 | "We've Got Tonight" ( cu Lulu)                                 | 10               | 9                | 1                | 1                | 18               | —                | 1                | 1                | 1                | 1                | 1                | 1                | 1                | 1                | Destination                      |
| 2003 | "The Long Goodbye"                                             | 1                | 1                | 1                | 1                | 42               | —                | 1                | 1                | 1                | 1                | 1                | 1                | 1                | 1                | Destination                      |
| 2003 | "Lost For Words"                                               | 52               | 40               | 8                | 7                | —                | —                | 2                | 2                | 6                | 4                | 7                | 5                | 4                | 12               | Turn It On                       |
| 2004 | "She Believes (In Me)"                                         | 7                | 7                | 5                | 4                | 74               | —                | 1                | 2                | 2                | 2                | 1                | 2                | 2                | 2                | Turn It On                       |
| 2004 | "Last Thing In My Mind" (cu LeAnn Rimes)                       | 10               | 15               | 8                | 7                | 22               | —                | 2                | 3                | 5                | 4                | 8                | 7                | 6                | 8                | Turn It On                       |
| 2004 | "I Hope You Dance"                                             | 6                | 4                | 1                | 1                | 63               | —                | 1                | 1                | 1                | 1                | 1                | 1                | 1                | 1                | 10 Years Of Hits                 |
| 2004 | "Father & Son" (cu Yusuf Islam)                                | 9                | 8                | 2                | 2                | 80               | —                | 1                | 3                | 2                | 2                | 1                | 1                | 2                | 4                | 10 Years Of Hits                 |
| 2005 | "Baby Can I Hold You?"                                         | —                | —                | —                | —                | —                | —                | —                | —                | —                | —                | —                | —                | —                | —                | 10 Years Of Hits                 |
| 2006 | "All Over Again" (cu Kate Rusby)                               | —                | —                | 80               | 24               | —                | —                | 2                | 1                | 2                | 1                | 1                | 1                | 1                | 4                | Bring You Home                   |
| 2006 | "Iris"                                                         | 158              | 99               | 127              | 56               | 20               | —                | 8                | 1                | 2                | 1                | 3                | 3                | 2                | 5                | Bring You Home                   |
| 2006 | "This I Promise You"                                           | —                | —                | —                | —                | —                | —                | —                | —                | —                | —                | —                | —                | —                | —                | Bring You Home                   |